# Elias Zobel
Elias Zobel, též  Eliáš Zobel (křtěn 2. listopadu 1677, Memmingen – 28. dubna 1718, Praha) byl bavorský malíř období vrcholného baroka, činný v klášteře v Ottobeurenu a v Praze.

## Život
Zobel se vyučil malířem figuralistou a pracoval hojně v benediktinském klášteře v Ottobeurenu, kde postupně freskami vyzdobil klášterní knihovnu, refektář a do křížové chodby vytvořil pašijový cyklus (olejomalby na plátně).
Roku 1718 pobýval v Praze na pozvání svého spolutvůrce, norimberského grafika Johanna Christopha Sartoria (1690–1739), který se v Praze živil jako mědirytec a prováděl rytiny podle Zobelových portrétů rodiny svobodných pánů Jana, Adama a Jana Karla Voračických z Paběnic.
Eliáš Zobel v Praze náhle zemřel a byl zde také pohřben.